# Juchowicze (obwód miński)
Juchowicze (biał. Юхавічы, ros. Юховичи) – wieś na Białorusi, w obwodzie mińskim, w rejonie mołodeckim, w sielsowiecie Markowo.

## Historia
W czasach zaborów folwark prywatny w powiecie wilejskim, w guberni wileńskiej Imperium Rosyjskiego. W 1865 roku liczył 5 mieszkańców w 1 domu, własność Świętorzeckiego.
W latach 1921–1945 wieś leżała w Polsce, w województwie wileńskim, w powiecie wilejskim, od 1927 roku w powiecie mołodeczańskim,  w gminie Lebiedziewo.
Według Powszechnego Spisu Ludności z 1921 roku zamieszkiwały tu 109 osób, 7 było wyznania rzymskokatolickiego a 102 prawosławnego. Jednocześnie 106 mieszkańców zadeklarowało białoruską a 3 rosyjską przynależność narodową. Było tu 19 budynków mieszkalnych. W 1931 w 26 domach zamieszkiwało 147 osób.
Wierni należeli do parafii rzymskokatolickiej w Lebiedziewie i prawosławnej w Markowie. Miejscowość podlegała pod Sąd Grodzki w Mołodecznie i Okręgowy w Wilnie; właściwy urząd pocztowy mieścił się w Lebiedziewie.
W wyniku napaści ZSRR na Polskę we wrześniu 1939 miejscowość znalazła się pod okupacją sowiecką. 2 listopada została włączona do Białoruskiej SRR. Od czerwca 1941 roku pod okupacją niemiecką. W 1944 miejscowość została ponownie zajęta przez wojska sowieckie i włączona do Białoruskiej SRR.
Od 1991 w składzie niepodległej Białorusi.